# Sulajman Tukan
Sulajman Tukan (ur. 1890, zm. 14 lipca 1958 w Bagdadzie) – jordański polityk, w czasie kryzysu monarchii jordańskiej od kwietnia do lipca 1957 był wojskowym zarządcą kraju z nadzwyczajnymi pełnomocnictwami.

## Życiorys
Ukończył studia prawnicze w Stambule. W 1925 został burmistrzem Nablusu i pozostawał na stanowisku I wojny izraelsko-arabskiej. Od 1934 był związany z palestyńską Narodowej Partii Obrony. Od 1949 przebywał w Jordanii (w jej granicach znalazł się Zachodni Brzeg Jordanu), w roku następnym król Abd Allah mianował go senatorem. W roku następnym wszedł do jordańskiego rządu jako minister obrony. W latach 1953–1957 zasiadał w Królewskim Sądzie, najwyższej instancji jordańskiego sądownictwa, następnie król Husajn ponownie powołał go na ministra obrony.
W tym samym roku Husajn zmusił do dymisji premiera Sulajmana an-Nabulusiego, stojącego na czele lewicowej, pronaserowskiej koalicji. Decyzja ta spotkała się z masowymi protestami, zwłaszcza wśród ludności palestyńskiej w miastach Jordanii i na Zachodnim Brzegu. Wybuchły również niepokoje w armii. Uznając, że sytuacja wewnętrzna zagraża bezpośrednio jordańskiej monarchii, Husajn wprowadził stan wyjątkowy i mianował Sulajmana Tukana wojskowym zarządcą kraju (niezależnie od powołania na premiera najpierw Husajna al-Chalidiego, a następnie Ibrahima Haszima). Opozycja antykrólewska została spacyfikowana. Tukan zachował nadzwyczajne pełnomocnictwa do lipca 1957. Następnie wrócił na dawne stanowisko w Sądzie Królewskim.
14 lutego 1958 proklamowana została federacja dwóch haszymickich monarchii – Jordanii i Iraku. We wspólnym rządzie Tukanowi miało przypaść stanowisko ministra obrony. W lipcu 1958 razem z premierem Haszimem przebywał w Iraku w celu omówienia szczegółów funkcjonowania związku państw. Razem z nim zginął z rąk uczestników rewolucji zorganizowanej przez irackich Wolnych Oficerów na czele z Abd al-Karimem Kasimem i Abd as-Salamem Arifem.